# あわみちゃん
あわみちゃんは、徳島県阿波市のマスコットキャラクターである。

## 概要
2012年（平成24年）5月に誕生。阿波市の鳥であるウグイスをモチーフに、旧土成町の新名物「恋成たらいうどん」に見立てた衣装と阿波市の花であるコスモスの髪飾りを付けている。
名前の由来は、「阿波市」の「あわ」と「阿波市を優しく見つめ、未来に繁栄をもたらす」という意味の「み」を足して名付けられた。

## 沿革
- 2012年（平成24年）5月 - あわみちゃんが誕生。
- 2013年（平成25年）3月24日 - 阿波市の観光大使に任命。